# Чердояк
Чердояк (каз. Шердіаяқ) — упразднённое село в Куршимском районе Восточно-Казахстанской области Казахстана. Упразднено в 2017 году. Входило в состав Куйганского сельского округа. Код КАТО — 635255500.

## Население
В 1999 году население села составляло 342 человека (162 мужчины и 180 женщин). По данным переписи 2009 года в селе проживало 49 человек (29 мужчин и 20 женщин).